# Konstruktiver Journalismus
Konstruktiver Journalismus ist ein seit den 2010er Jahren verwendeter Begriff für eine Strömung im Journalismus, die auf der Berichterstattung lösungsorientierter statt negativer und konfliktbasierter Nachrichten basiert. Konstruktiver Journalismus grenzt sich von Meinungsjournalismus oder Aktivismus ab.

## Definition
Der Kern des konstruktiven Journalismus liegt darin, die Gesellschaft darüber zu informieren, welche Lösungen es geben könnte. Pioniere des konstruktiven Journalismus sagen, dass sie als Journalisten einen großen Einfluss auf die Art und Weise haben, wie die Menschen denken, weil sie die Nachrichten konstruieren. Journalisten müssen sich dieser Verantwortung stärker bewusst sein, indem sie bei der Art und Weise, wie sie ihre Geschichten konstruieren, vorsichtiger sind. Sie denken, dass viele Journalisten, die eine sehr zynische Art und Weise der Nachrichtenberichterstattung anwenden, vergessen, dass sie, indem sie alles, was schiefläuft, aus der Distanz berichten, auch die Gesellschaft bewegen.
Damit wird auch die einseitige Fokussierung auf eine negative Sicht abgelehnt. Erkenntnisse aus der positiv-psychologischen Forschung werden somit einbezogen, um neuartige Rahmenbedingungen für den Journalismus zu schaffen. Konstruktiver Journalismus zielt daher nicht nur auf die Berichterstattung über Konflikte und Probleme ab, sondern auch auf eine umfassendere Darstellung der anstehenden Themen. Er zielt darauf ab, Kernursachen von Problemen aufzudecken, aber auch über aufkommende Ideen und Entwicklungen zu berichten, um die Gesellschaft auf unvoreingenommenere und nachhaltigere Wege zu bringen. Konstruktiver Journalismus will zum Ausdruck bringen, wie Veränderung möglich ist, und hebt die Rolle hervor, die jedes Mitglied der Gesellschaft spielen kann, um sie zu fördern. Darüber hinaus ist er bestrebt, den Ethikkodex des Journalismus zu stärken, indem er die Verzerrung von Informationen vermeidet, um ein realistischeres Bild der Welt zu vermitteln. Konstruktiver Journalismus versucht, eine ansprechende Erzählung zu schaffen, die sachlich korrekt ist, ohne Zahlen oder Realitäten zu übertreiben.
Der Begriff konstruktiver Journalismus wurde im skandinavischen Raum von Journalisten wie Cathrine Gyldensted und Ulrik Haagerup geprägt. In Deutschland sind Vertreter des konstruktiven Journalismus beispielsweise Maren Urner oder Alexander Sängerlaub.
Ähnlich wie konstruktive Kritik nicht nur aufzählt, was schlecht gelaufen ist, sondern auch Verbesserungsvorschläge macht und positive Aspekte hervorhebt, setzt auch Konstruktiver Journalismus bewusst auf eine Berichterstattung, die nicht nur Probleme thematisiert, sondern helfen soll, Lösungen für ebendiese Probleme zu finden.
Ein oft geäußerter Anspruch des konstruktiven Journalismus ist die Darstellung eines „realistischen Weltbilds“. Er soll einen „journalistischen Negativ-Bias“ vermeiden und positive Entwicklungen gleichberechtigt mit Problemen thematisieren. Ziel soll eine kritische Berichterstattung ohne gleichzeitige Verzerrung der Realität durch „Einseitigkeit oder Schwarz-Weiß-Malerei“ sein. Diese Berichterstattung soll geprägt sein von einer konstruktiven statt einer negativen Grundeinstellung. So bemüht sich konstruktiver Journalismus auch, Auseinandersetzungen nicht als chronische Konflikte, sondern als Dilemmata darzustellen, in denen beide Seiten Gründe für ihr Handeln haben.
Der konstruktive Journalismus grenzt sich vom Positiven Journalismus dadurch ab, dass Kernziele des Journalismus weiterhin erfüllt bleiben müssen: Der konstruktive Journalismus begreift sich wie der „klassische“ Journalismus als vierte Macht im Staat und sieht sich in einer Wächterfunktion, um gesellschaftliche Probleme aufzudecken und auf die Behebung mit hinzuwirken.
Eine wichtige Rolle im konstruktiven Journalismus spielt das Bewusstsein um die Auswirkungen der Berichterstattung auf Konsumenten und Gesellschaft. Grundlegende psychologische Erkenntnisse über diese Auswirkungen sollen helfen, eine bewusste und verantwortungsvolle Berichterstattung aufzubauen. Der konstruktive Journalismus hat hier zahlreiche Gemeinsamkeiten mit dem Friedensjournalismus.
Eine weitere Basis des konstruktiven Journalismus ist eine starke Orientierung auf die Zukunft. Konstruktive Journalisten wie Cathrine Gyldensted kritisieren „klassische“ Journalisten oft dafür, zu sehr auf die Gegenwart und die Vergangenheit gerichtete Fragen zu formulieren (um herauszufinden, wie der jetzige Zustand entstanden ist und wer die Schuld daran trägt), anstatt sich darauf zu konzentrieren, wer wie helfen kann, einen Wandel zu bewirken.

## Forschung
Der Vorwurf eines negativen Trends in der Medienberichterstattung wurde international in verschiedenen Studien untersucht und bestätigt, darunter auch in Deutschland. In Verbindung damit wurde auch die besonders hohe Porträtierung von Hilflosigkeit festgestellt. Eine Umfrage der schwedischen Stiftung Gapminder in mehreren westlichen Ländern zeigte zudem, dass die Mehrheit der Bevölkerung eine übertrieben pessimistische Einstellung zu exemplarischen Sachverhalten wie Alphabetisierungsquote, Impfquote oder der Entwicklung von Kindersterblichkeit und Toten durch Naturkatastrophen hat.
Wissenschaftliche Studien haben gezeigt, dass aus einer positiven Grundstimmung die Fähigkeit, kreativ Probleme zu lösen, deutlich höher ist als aus einer negativen Grundstimmung heraus. Negative Stimmungen, wie sie zum Beispiel durch negative Nachrichtenbeiträge erzeugt werden können, können dagegen die Leistungsfähigkeit verringern.

## Kritik
Kritiker bemängeln, dass bei konstruktivem Journalismus einfache Lösungen für komplexe Probleme vorgeschlagen würden. Zudem müssten Vorschläge gesellschaftlich ausgehandelt werden, man dürfe sie nicht auf dem Silbertablett servieren. Des Weiteren würden beim Konstruktiven Journalismus oft nur die Ideen großer westlicher Unternehmen und Organisationen weitergetragen, was der PR zuzurechnen sei und nicht dem Journalismus.
Der Literaturwissenschaftler und -kritiker Magnus Klaue kritisierte das Konzept 2016 in einem Artikel in der jungle world als „das offensive Zurechtbiegen der unbotmäßigen Wirklichkeit“. Das Schlüsselwort fasse zusammen, „was im bürgerlichen Pressewesen lange als ,Propaganda‘ vom ,Journalismus‘ unterschieden worden“ sei: „die so argumentfreie wie empirieresistente Vereidigung aufs Positive, die Betonung der sonnigen Ausnahme gegenüber dem tristen Normalfall, die Camouflage von Bosheit und Gemeinheit als Friedens- und Menschenliebe, vor allem aber die Diffamierung jedes Widerspruchs als Störung, jedes Gedankens als Anmaßung, jeder Kritik als Beleidigung.“

## Verbreitung

### Im deutschsprachigen Raum
Im Vergleich zum internationalen Umfeld ist konstruktiver Journalismus in Deutschland noch gering verbreitet. Vorreiter sind das Onlinemagazin Perspective Daily, welches sich komplett dem konstruktiven Journalismus verschrieben hat und die beiden Wirtschaftsmagazine brand eins und Good Impact, die konstruktiv berichten. Keines der großen deutschen Medienhäuser hat bisher explizit eine Sektion für konstruktive Berichterstattung eröffnet. Jedoch haben Magazine wie der Spiegel und die Zeit darauf hingewiesen, künftig vermehrt konstruktiv berichten zu wollen. Spiegel Online startete 2015 unter dem damaligen Chefredakteur Florian Harms eine Reihe konstruktiver Artikel zu verschiedenen Themen.  Zu Beginn des Jahres 2016 veröffentlichte der Spiegel einen Artikel über den Sozialwissenschaftler Max Roser und gab bekannt, dass die Zusammenarbeit mit ihm zum Start einer Kolumne führt. Der Medienwissenschaftler Stephan Weichert nannte 2021 als Beispiele für konstruktiven Journalismus die Podcasts Coronavirus-Update mit Christian Drosten sowie Wir. Der Mutmach-Podcast der Berliner Morgenpost mit Hajo Schumacher und seiner Frau Suse.
- Seit Herbst 2013 berichtet das Online-Magazin Good Impact[24] konstruktiv und lösungsorientiert über neue Chancen und Lösungen für gesellschaftliche Herausforderungen.[25]
- Seit 2014[26] veröffentlicht die transform Verlag gemeinnützige UG jährlich und deutschlandweit ein Printmagazin, welches seit jeher den Anspruch hat, Lösungen in den Vordergrund zu stellen, ohne Probleme zu verniedlichen und auf Kontext zu verzichten.[27]

- Das deutsche Online-Format Tea after Twelve,[28] das seine Beiträge auf Englisch veröffentlicht, bezeichnet seine Art der Berichterstattung als „Solution-based Storytelling“.[29][30] Gelauncht im September 2014, wird es in über 180 Ländern gelesen und wurde 2015 als bestes europäisches Webmagazin ausgezeichnet.[31]

- Das deutsche öffentlich-rechtliche Kinderfernsehen arbeitet mit den Methoden des konstruktiven Journalismus.

- In Österreich startete im Juni 2015 das Online-Medium N21,[32] welches nachhaltigkeitorientierte und positive Lösungen anbietet. Konstruktiver Journalismus wurde im N21-Redaktionsmanifest[33] verankert. N21 steht für eine bessere, nachhaltigere Zukunft und wurde von der Nachhaltigkeitsforschungsgesellschaft SERI[34] ins Leben gerufen.

- Im März 2016 hat das von Han Langeslag und Maren Urner gegründete Online-Medium Perspective Daily[35] seine Crowdfunding-Kampagne als eines der größten Crowdfunding-Projekte Deutschlands erfolgreich abgeschlossen. Seit 21. Juni 2016 bietet Perspective Daily seinen Mitgliedern konstruktiven und lösungsorientierten Journalismus ohne Werbung. Von Montag bis Samstag erscheint jeweils ein Artikel, sonntags werden fünf gute Nachrichten vorgestellt. Bereits vor dem Start wurde das Magazin als Kultur- und Kreativpilot 2015 ausgezeichnet und erhielt vom Rat für Nachhaltige Entwicklung 2016 das Nachhaltigkeitssiegel Werkstatt N.

- Der ebenfalls im März 2016 gestartete Podcast Lage der Nation steht der Idee des konstruktiven Journalismus nahe. Anders aber als etwa Perspective Daily suchen sie ihre Themen nicht gezielt danach aus, versuchen allerdings bei ihren Themen so konstruktiv wie möglich zu sein.[36]

- Im Mai 2016 kam zudem erstmals das 2015 gegründete Printmagazin Kater Demos[37] an den Kiosk. Das Heft, welches den Untertitel „Das utopische Politikmagazin“ trägt, widmete sich bis Mai 2018 in monothematischen Ausgaben, wie „Demokratie“ oder „Arbeit“, politischen Fragen in seiner ganzen Breite und bot – werbefrei – über die reine Analyse und Beschreibung des Status quo ebenfalls Lösungsansätze in Form von konkreten Utopien.[38]

- „The Good News App“ bietet seit November 2016 werktäglich ein Editorial, vier gute Nachrichten (Good News) und eine gute Tatsache (Good Fact).[39]

- Seit November 2016 beleuchtet NDR Info, das öffentlich-rechtliche Informationsprogramm des Norddeutschen Rundfunks, in der Rubrik „NDR Info Perspektiven“[40] Missstände und stellt konstruktive Lösungsansätze vor.

- Im Januar 2017 startete das Nachrichtenportal good news for you, das wöchentlich konstruktive und positive Nachrichten, Berichte über besondere Initiativen und Porträts veröffentlicht.[41] Seit 2020 bestehen daneben mehrere YouTube-Formate.

- Seit 2016 entsteht im jährlichen Rhythmus das monothematische Magazin MUT – Magazin für Lösungen in der Redaktion von Zeitenspiegel Reportagen, herausgegeben von Culture Counts Foundation gGmbH. Mit einer Auflage von 800.000 Stück erscheint es jeden Herbst als Beilage in vierzehn Zeitungen und Zeitschriften in Gesamtdeutschland.[42]

- Im Oktober 2019 gründete der Journalist Jonathan Widder den konstruktiven, kuratierten Nachrichtenservice Squirrel News mit einer gleichnamigen App als „Projekt aus der Zivilgesellschaft, für die Zivilgesellschaft, und über die Zivilgesellschaft“,[43] auch um lösungsorientierte Beiträge internationaler Medien zu bündeln und ihnen eine bessere Sichtbarkeit zu verschaffen.[44]

- Im September 2021 ging das Online-Projekt bachrauf an den Start. Es trägt den Untertitel „Lesen über Lösungen – Ein Gemeinschaftsprojekt von Journalistinnen und Fotografen von FAZ bis taz“[45] und sammelt in einer Art Collage oder Archiv Reportagen, Berichte und Interviews aus der europäischen Medienlandschaft (Zweitverwertungen), denen gelungen ist „etwas herauszuarbeiten, das dem friedlichen Miteinander der Lebewesen unseres Planeten zuträglich ist“. Das Projekt existiert allein über Spenden und ist komplett werbefrei.

### Im internationalen Raum
- In den Niederlanden ist 2013 nach einer Crowdfunding-Kampagne das konstruktive Online-Medium De Correspondent[46] gestartet.
- Die 2012 gegründete Times Media Group (TMG) in Südafrika[47] hat Journalisten speziell in konstruktivem Journalismus ausbilden lassen.
- Der dänische Cavling-Preisträger 2012, Asbjorn With, arbeitete in seinem ausgezeichneten Beitrag mit Methoden des konstruktiven Journalismus.
- Unter Alan Rusbridger startete The Guardian seine konstruktive Keep it in the Ground Kampagne für Divestment aus fossilen Brennstoffen.
- Ebenfalls in England veröffentlicht der Autor Matt Ridley eine Kolumne in der Times, die dem Konstruktiven Journalismus zugezählt werden kann.[48]
- Mehrere internationale Zeitungen haben konstruktive Sektionen gestartet, darunter die Huffington Post („What’s working?“), die Washington Post („The Optimist“) und die New York Times („Fixes“).
- Channel 4 berichtete unter dem Titel Meet the Superhumans 2012 konstruktiv über die Paralympics.[49]
- Für Foreign Policy veröffentlichte der Ökonom Charles Kenny bis 2014 die Reihe The Optimist.[50]

## Constructive Journalism Day in Deutschland
Im Jahr 2018 feierte der Constructive Journalism Day in Deutschland Premiere. Veranstaltet wurde er von der Hamburg Media School und NDR Info, gefördert von der Schöpflin-Stiftung. 2019 folgte die zweite Auflage. Es handelt sich um eine eintägige Fachkonferenz mit Vorträgen und Workshops zum Thema Konstruktiver Journalismus. Gastgeber waren 2017 und 2018 Claudia Spiewak, die Programmchefin von NDR Info und Chefredakteurin von NDR Hörfunk, Hamburg, und Prof. Dr. Stephan Weichert, Initiator und Spiritus Rector des Constructive Journalism Day und ehemaliger akademischer Studiengangsleiter Digital Journalism an der Hamburg Media School. Zum Constructive Journalism Day kamen internationale Top-Speaker wie etwa Tina Rosenberg vom Solutions Journalism Network.